# Boris Vian
Boris Vian (Ville-d'Avray, Alts del Sena, França, 10 de març de 1920 – París, 23 de juny de 1959) fou un escriptor francès, enginyer, inventor, poeta, cantautor, crític i trompetista de jazz. També va publicar amb el pseudònim Vernon Sullivan o altres com Bison Ravi (anagrama del seu nom).

## Biografia
Després de l'institut Condorcet, es va formar a l'École Centrale de Paris i va esdevenir enginyer a l'Association Française de Normalisation (AFNOR). També va rebre el títol de sàtrapa del Col·legi de Patafísica.
Va escriure 11 novel·les, 4 reculls de poemes, diverses obres de teatre, relats, nombroses cròniques musicals (a la revista Jazz Hot), guions de pel·lícules, centenars de cançons (sobretot per a Serge Réggiani i Juliette Gréco), etc. Tot això amb una veu pròpia.
La seva primera novel·la coneguda, (amagada sota l'heterònim Vernon Sullivan) va ser J'irai cracher sur vos tombes (Escopiré sobre les vostres tombes), escrita el 1946. Va ser una obra controvertida, en especial després que en van trobar un exemplar a l'escena d'un crim passional, que li va comportar una condemna el 1950 per ultratge als bons costums. Després van arribar altres novel·les negres i sarcàstiques: Les Morts ont tous la même peau (Tots els morts tenen la mateixa pell), Et on tuera tous les affreux (Mort als lletjos), Elles se rendent pas compte (Elles no se n'adonen).
Amb el seu propi nom, va escriure novel·les més fantàstiques, poètiques i burlesques. Les més conegudes són L'Écume des jours (L'escuma dels dies), L'Automne à Pékin (la tardor a Pequín), L'Arrache-cœur (l'arrenca-cors) i L'Herbe rouge (L'herba roja). També va escriure teatre, narracions com L'Oie bleue (l'oca blava), La Brume (la boira), Les Fourmis (les formigues), i cançons. Era un fervent defensor de la patafísica.
En català hi ha traduccions d'Assumpció Arranz Griñan, Lluís-Anton Baulenas, Ricard Boluda, Baldomer Cerdanyola, Jaume Fuster, Cristina Hernàndez, Joan Antoni Martínez Schrem, Jesús Moncada, Eduard Mont de Palol, Àlvar Valls, Jordi Martín Lloret i Joan-Lluís Lluís.
El jazz era la seva passió. Tocava sovint a Tabou, famós club de Saint-Germain-des-Prés. També va ser director artístic de Philips i cronista a Jazz Hot, de desembre de 1947 a juliol de 1958, amb una revue de la presse explosiva i extravagant. El cantant Henri Salvador en va dir: "era un enamorat del jazz, vivia només pel jazz, només escoltava jazz i només s'expressava amb el jazz".
La seva cançó més famosa, de les 460 que va escriure, es titulava Le Déserteur (El desertor). Era una cançó pacifista escrita al final de la Guerra d'Indoxina (el 15 de febrer de 1954), tot just abans de la Guerra d'Algèria. La versió original de la lletra va ser prohibida per un quartet final conflictiu:

Si vous me poursuivez

Prévenez vos gendarmes

Que je possède une arme

Et que je sais tirer

Que després va canviar per:

Si vous me poursuivez

Prévenez vos gendarmes

Que je n'aurai pas d'arme

Et qu'ils pourront tirer

Amb aquest format, la peça va tenir molt d'èxit en la dècada de 1960, interpretada per Peter, Paul and Mary. Malauradament Vian ja era mort.
Enamorat de la cultura americana, va traduir al francès el gran clàssic de la ciència-ficció le Monde des Ā (The World of Null-A) d'A. E. van Vogt, a més de la continuació Les joueurs du Ā (The Players of Null-A). També va traduir Raymond Chandler, el poema Jabberwocky de Lewis Carroll, extret de L'altre costat del mirall i les memòries del General Omar Bradley, A Soldier's Story. També va traduir la biografia novel·lada del trompetista de jazz americà Bix Beiderbecke (1903-1931), escrita per Dorothy Baker el 1938. La versió de Vian per a Gallimard va sortir el 1951.
Va fer algunes aparicions a l'escenari, tant al teatre com en alguna pel·lícula. Per exemple, fa de cardenal de París al film Notre-Dame de Paris de Jean Delannoy (any 1966).
El matí del 23 de juny de 1959, Boris Vian assistia a l'estrena de la versió cinematogràfica de la seva J'irai cracher sur vos tombes, dirigida per Michel Gast. S'havia enfrontat amb els productors, segurs de llur pròpia interpretació de l'obra, i denunciat la pel·lícula públicament (demanant que esborressin el seu nom dels crèdits). Minuts després d'iniciar-se la projecció, es va enfonsar a la cadira i va morir d'un atac de cor de camí a l'hospital.

## Obres
Algunes de les seves obres són:

### Narrativa
- Signades amb el seu nom:
  - L'Écume des jours 1946 (L'escuma dels dies, tr. Jaume Fuster, Columna, 1988; tr. Jordi Martín Lloret, Viena, 2013)
  - Vercoquin et le plancton 1946 (Cenur i el plàncton, tr. Eduard Mont de Palol, Produccions Escopeta, Barcelona, 2007)
  - L'Automne à Pékin 1947
  - Les Fourmis 1949
  - L'Herbe rouge 1950 (L'herba roja, tr. Cristina Hernández, Columna, 1990)[2]
  - Le Ratichon baigneur 1950
  - L'Arrache-cœur 1953 (L'arrencacors, tr. de Joan-Lluís Lluís, Club Editor, 2018)
  - Troubles dans les andains 1966
  - Le Loup-garou (recull de relats) 1970 (L'home-llop, tr. Assumpció Arranz Griñan i Joan Antoni Martínez Schrem, Columna, 1987; L'home llop, tr. Jordi Martín Lloret, Viena, 2019)
  - Les Lurettes fourrées (recull de relats)
- Amb el pseudònim Vernon Sullivan:
  - Escopiré sobre les vostres tombes 1946 (Escopiré sobre les vostres tombes, Columna, 1992; Escopiré sobre les vostres tombes, tr. Àlvar Valls, La Magrana, 1992 i 2000)
  - Les Morts ont tous la même peau 1947 (Tots els morts tenen la mateixa pell, tr. Jesús Moncada, La Magrana, 1993)
  - Et on tuera tous les affreux 1948 (Mort als lletjos, tr. Baldomer Cerdanyola, La Magrana, 1994)
  - Elles se rendent pas compte 1950 (Elles no se n'adonen, tr. Àlvar Valls, La Magrana, 1991)

### Teatre
- L'Équarrissage pour tous 1946
- Le Dernier des métiers 1950 (El darrer dels oficis, adaptació de Lluís-Anton Baulenas, representada al Llantiol i altres locals de Barcelona el 1986-1987)[3]
- Le Chasseur Français 1955
- Le Goûter des généraux 1962
- Adam, Eve et le troisième sexe (Dues peces de cabaret, a cura de Ricard Boluda, Edicions de la Universitat de Lleida, 2000. Conté: Adam i Eva i el tercer sexe, i A cadascú el seu serpent, una peça a partir de textos, poemes i cançons de Vian)[4][5]
- Les Bâtisseurs d'empire

### Poesia
- Barnum's Digest (1948
- Cantilène en gelée
- Je voudrais pas crever 1962 (No la voldria dinyar, tr. Lluís-Anton Baulenas, Llibres del Segle, 2020)
- Poemes inèdits 1972 (tr. Lluís-Anton Baulenas, Llibres del Segle, 2022)

### Cançons
- Le déserteur 1954 (cantada en català per Joan Isaac[6])
- La complainte du progrès 1955
- La java des bombes atomiques 1955 (traduïda i cantada per Lluís-Anton Baulenas, dins l'espectacle "Manual de Supervivència. Homenatge a Boris Vian", Teatre Romea, 2020)
- Le petit commerce 1955
- Fais-moi mal Johnny (cantada en català per la Guillermina Motta[7])

Òperes
- 1953 : Le Chevalier de neige espectacle a l'aire lliure estrenat al Festival de Caen, que és la primiera versió del que havia d'esdevenir una òpera estrenada a Nancy l'any 1957 amb gran èxit, a partir de la música de Georges Delerue. Fou publicat en versió pòstuma per les edicions Christian Bourgois de 1974 a 1987.
- 1958: Fiesta

## Obra traduïda en català
- L'home llop i altres contes. Traducció de Jordi Martín Lloret. El cercle de Viena, Viena Edicions, 2019. ISBN 978-84-17998-05-9.
- L'escuma dels dies. Traducció de Jordi Martín Lloret. El cercle de Viena, Viena Edicions, 2013. ISBN 978-84-8330-738-0.

## Llegat
El 2009, coincidint amb el cinquantè aniversari de la mort de Boris Vian, Christian Cailleaux i Hervé Bourhis van publicar un còmic sobre ell titulat Piscina Molitor. La vida swing de Boris Vian, traduït en català per Laura Salas i publicat per Impredimenta.